# マイクロマシン
マイクロマシンとは、超小型機械のこと。大きさの定義はまちまちであるが、mmオーダーからμmオーダーの機械構造をいう。
一般に動くものをいうが、流路などデバイス自体が動かないものも含まれる。
世界的にはMEMS(Micro Electro Mechanical System)と言われるが、日本やヨーロッパでは、マイクロマシンということが多い。
必ずしもMEMS=マイクロマシンではない。
特に小型ロボット（マイクロロボット）やSF的なものもマイクロマシンと称する場合があるが、このような従来の機械加工で製作された機械はMEMSと呼ばない場合がある。

## マイクロマシン作製技術
英語ではmicromachiningという。おもに半導体集積回路作製技術＋マイクロマシン特有の作製技術を指す。

### バッチプロセス
マイクロマシンにおいて、革命的なことは、半導体集積回路作製技術を用いて、大量に一括してデバイスの作製が可能となったことである。従来の機械部品のような組み立て工程を必要としない。このように作製されたデバイスはMEMSに含まれると思われる。

#### 半導体マイクロマシン
リソグラフィ技術（主にシリコンとその化合物から半導体集積回路を作製する技術）を用いて作製されたマイクロマシン。
- 成膜
- 露光
- エッチング
- 犠牲層エッチング

#### レーザー精密微細加工
感光性樹脂中でレーザーを走査させて立体的な構造を作製する。自由な形状の構造が作製可能。

### 従来の機械加工の延長
従来から用いられている加工装置でもnmオーダーの加工精度が得られるようになった。微小かつ複雑な形状（能面やワイングラスなどが有名）の構造が作製できる。このような複雑な形状は半導体マイクロマシンでは今のところ作製不可能である。
最近ではμmオーダーのギアなどが作製されている。
このような部品を用いて1cm以下の犬ロボットや自動車、パイプの中を動くロボットなどが作製されている。

#### 超音波加工
微細な刃に超音波を印加し、材料の切削を行い構造を作製する。微細な刃を用いることでμmオーダーからnmオーダーの精度で加工ができる。

## アクチュエータ
- 超小型モータ
- 超音波モータ
- 圧電素子
- MEMSアクチュエータ